# أيغون كازيموفا
أيغون أليسكر غيزي كازيموفا (باللغة الأذربيجانية: Aygün Kazımova) (ولدت في 26 يناير، عام 1971، في مدينة باكو) هي فنانة، ملحنة ومغنية بوب وممثلة أذربيجانية. تعتبر ايغون المغنية الرائدة للموسيقى الشعبية في أذربيجان

## مهنتها الموسيقية
ايغون كازيموفا هي واحدة من أكثر النجوم شهرة في تاريخ الموسيقى الشعبية في أذربيجان. تعد ايغون المغنية الآكثر نجاحا، بعدما باعت أكثر عدد من الالبومات في بلدها. بدآت مهنتها الموسيقية في عام 1988 بعد فوزها في مهرجان «خريف باكو» الموسيقية. إلى الآن صدرت لها 4 البومات.
غنت ايغون في عدة حفلات موسيقية داخل البلاد وخارجها. بالإضافة إلى حفلتها المشهورة امام الكريملن في موسكو، نظمت ايغون حفلات خيرية للايتام في جميع أنحاء أذربيجان.
في عام 2005 فشلت محاولتها للحصول على الدور الرئيسي في المسرحية الموسيقية «خاري بولبولار» للمخرج عريف كازييف.
ايغون كازيموفا في الرئيسة الحالية لبرنامج Best Model of Azerbaijan.

## آلبوماتها
- (1997) Sevgi gülləri
- (1999) Ey mənim dünyam
- (1999) Aygün
- (2000) Sevdim
- (2004) Son söz
- (2005) ?Sevərsənmi
- (Aygün Kazımova, Vol 1 (2008
- (Aygün Kazımova, Vol 2 (2008
- (Aygün Kazımova, Vol 3 (2008
- (Aygün Kazımova, Vol 4 (2008
- (Estrada (2008
- (Coffee from Colombia (2014

## وصلات خارجية
- أيغون كازيموفا على موقع IMDb (الإنجليزية)
- أيغون كازيموفا على موقع ميوزك برينز (الإنجليزية)
- أيغون كازيموفا على موقع أول ميوزيك (الإنجليزية)
- أيغون كازيموفا على موقع ديسكوغز (الإنجليزية)
- أيغون كازيموفا على موقع قاعدة بيانات الفيلم (الإنجليزية)
- أيغون كازيموفا على موقع كينوبويسك (الروسية)
- منوعات mp3 ايغون كازيموفا[وصلة مكسورة]